# Anthony Ammirati
Anthony Ammirati, né le 16 juillet 2003 à Grasse, est un athlète français spécialiste du saut à la perche. Anthony, qui a commencé la pratique du saut à la perche à 12 ans, est depuis intégré au pôle olympique de Clermont-Ferrand et est également recordman de France des moins de 16 ans et des moins de 20 ans. 

## Carrière sportive
En juin 2021, il établit un nouveau record de France junior en franchissant 5,72 m à Salon-de-Provence. Plus tard dans la saison, il remporte la médaille d'or des Championnats d'Europe juniors à Tallinn, avec un saut à 5,64 m.
Aux Jeux méditerranéens de 2022 à Oran, il est médaillé d'argent avec un saut à 5,65 m. À Cali en Colombie, lors des mondiaux juniors 2022, il devient champion du monde en passant la barre à 5,65 m dès son premier essai, puis il franchit un saut à 5,75 m améliorant son record personnel de 3 centimètres.
Le 31 août 2022, il améliore une troisième fois le record de France juniors du saut à la perche à Saint-Wendel avec un saut à 5,81 m. Il devient ainsi le deuxième performeur de l'histoire de la catégorie derrière Armand Duplantis, auteur de 6,05 m en 2018.
Il est qualifié pour les Jeux olympiques de Paris 2024,.

## Carrière professionnelle
En février 2023, Anthony Ammirati intègre la police nationale en tant que « réserviste opérationnel ».

## Palmarès
| Date | Compétition                   | Lieu    | Résultat | Marque |
| ---- | ----------------------------- | ------- | -------- | ------ |
| 2021 | Championnats d'Europe juniors | Tallinn | 1er      | 5,64 m |
| 2022 | Jeux méditerranéens           | Oran    | 2e       | 5,65 m |
| 2022 | Championnats du monde juniors | Cali    | 1er      | 5,75 m |

## Records
| Épreuve          | Épreuve   |  | Marque |  | Lieu         | Date            |
| ---------------- | --------- |  | ------ |  | ------------ | --------------- |
| Saut à la perche | Plein air |  | 5,81 m |  | Saint-Wendel | 31 août 2022    |
| Saut à la perche | Salle     |  | 5,45 m |  | Nantes       | 20 février 2022 |